# Liste der Personenbahnhöfe in Israel
Diese Liste enthält Personenbahnhöfe in Israel.
Von Norden nach Süden mit (Wieder-)Eröffnungsjahr in Klammern:
- Naharija (Eröffnung 1942, 1950 und 1958 Wiederinbetriebnahmen) auf der Hauptlinie
- Achihud (20. September 2017) auf der Karmiʾelbahn
- Karmiʾel (20. September 2017) auf der Karmiʾelbahn
- Akkon (Eröffnung 1941, Neubau 2002) auf der Hauptlinie
- Qirjat Motzkin (Eröffnung 1937) auf der Hauptlinie
- Haifa-Qirjat Chajim (Eröffnung 1937) auf der Hauptlinie
  - Haifa-Chutzot haMifratz (Eröffnung 2001) auf der Hauptlinie
  - Haifa Merkazit haMifratz (Eröffnung 2001, bis 2018 „Haifa-Lev haMifratz“) auf Hauptlinie und Neuer Jesreʾelbahn
  - Haifa-Merkaz (Zentrum) (Eröffnung 1937) auf der Hauptlinie
  - Haifa-Bat Gallim (Eröffnung 1975) auf der Hauptlinie
  - Haifa-Chof haKarmel (Eröffnung 1999) auf der Hauptlinie
- Joqneʿam-Kfar Jehoschuʿa (Eröffnung 2016) auf der Neuen Jesreeltalbahn
- Afula (neu; Eröffnung 2016) auf der Neuen Jesreeltalbahn
  - Afula (alt; 1904–1951) auf der Jesreeltalbahn
- Migdal haʿEmeq-Kfar Baruch (Eröffnung 2016) auf der Neuen Jesreeltalbahn
- Beit Scheʾan (Eröffnung 1904–1948, Wiederinbetriebnahme 2016) auf der Jesreeltalbahn und der Neuen Jesreeltalbahn
- Atlit (Eröffnung 1920er Jahre) auf der Hauptlinie
- Binjamina (Eröffnung 1921) auf der Hauptlinie
- Caesarea (Qeisarya)-Pardes Channa (Eröffnung 2001) auf der Hauptlinie
- Chadera-Maʿarav (West) (Eröffnung 1953) auf der Hauptlinie
  - Chadera-Mizrach (Eröffnung 1920) auf der Ostbahn
- Netanja (Eröffnung 1953) auf der Hauptlinie
  - Netanja-Sappir (Eröffnung 2016) auf der Hauptlinie
- Beit Jehoschuʿa (1953 Eröffnung, 2002 Renovierung und Erweiterung) auf der Hauptlinie
- Kfar Saba (1961–1993) auf der Ostbahn
  - Kfar Saba-Nordau (Eröffnung: 13. April 2003, bis 2006 benannt als Hod haScharon-Kfar Saba) auf der Scharonbahn
- Hod haScharon-Sokolow (Eröffnung: 2. September 2006) auf der Scharonbahn
- Raʿanannah-Darom (Eröffnung 2018) auf der Scharonbahn
  - Raʿanannah–Maʿarav (Eröffnung 2018) auf der Scharonbahn
- Herzlia (Eröffnung 1953, Neubau 2004) auf der Hauptlinie
- Bnei Braq (Eröffnung 1949, Wiederinbetriebnahme und Neubau 2000) auf der Jarqonbahn
- Petach Tiqwah–Qirjat Arjeh (Eröffnung 3. Mai 2008) auf der Jarqonbahn
  - Petach Tiqwah-Sgulla (Eröffnung 2000) auf der Jarqonbahn
- Rosch haʿAjin-Zafon (Nord; Eröffnung 2003) auf der Ostbahn
  - Bahnhof Rosch haʿAjin Darom (1915–1993, 2000–2003, ab 2026 in Betrieb)
- Tel Aviv-Universita/Merkaz haJeridim (Universität/Kongresszentrum) (Eröffnung 2000) auf der Hauptlinie
  - Tel Aviv-Savidor Merkaz (Zentrum; Eröffnung 1954) auf der Hauptlinie
  - Tel Aviv-haSchalom (Eröffnung 1996) auf der Hauptlinie
  - Tel Aviv-haHagana (Eröffnung 2002) auf der Hauptlinie
- Zomet Cholon (Eröffnung 25. September 2011) auf der Strecke Tel Aviv–Pleschet
  - Cholon – Wolfson (Eröffnung 25. September 2011) auf der Strecke Tel Aviv–Pleschet
- Bat Jam – Josephthal (Eröffnung 25. September 2011) auf der Strecke Tel Aviv–Pleschet
  - Bat Jam – Qomemiyut (Eröffnung 25. September 2011) auf der Strecke Tel Aviv–Pleschet
- Rischon LeZion – Mosche Dajan (Eröffnung 25. September 2011) auf der Strecke Tel Aviv–Pleschet / Strecke Rischon LeZion–Modiʿin
  - Rischon LeZion-haRischonim (Eröffnung 2003, Bahnstrecke Rischon LeZion–Modiʿin)
- Javne – Maʿarav (West) (Eröffnung 25. Februar 2012) auf der Strecke Tel Aviv–Pleschet
- Javne Mizrach (1918–Wiederinbetriebnahme 1992) auf der Sinai-Bahn/Bahnstrecke Lod–Aschqelon
- Nemal Te’ufa Ben-Gurion (Flughafen) (Eröffnung 2004) auf der Schnellstrecke Tel Aviv–Jerusalem
- Modiʿin Merkaz (Eröffnung 2008) auf der Schnellstrecke Tel Aviv–Jerusalem / Strecke Rischon LeZion–Modiʿin
  - Paʾatei Modiʿin (Eröffnung 2007) auf der Schnellstrecke Tel Aviv–Jerusalem / Strecke Rischon LeZion–Modiʿin
- Kfar Chabad (Neubau 1998) auf der J&J-Linie
- Lod-Gannei Aviv (Eröffnung 10. Mai 2008) auf der J&J-Linie
  - Lod (1891 eröffnet) auf J&J-Linie, Ostbahn und Sinai-Bahn
- Ramla (Wiederinbetriebnahme und Neubau 2003; Erweiterung Juni 2012) auf der J&J-Linie
- Beit Schemesch (Wiederinbetriebnahme und Neubau 2003) auf der J&J-Linie
- Jerusalem-Gan haChajot haTanachi (Jerusalem-biblischer Zoo) (Wiederinbetriebnahme und Neubau 2005, 2020 stillgelegt) auf der J&J-Linie
  - Jerusalem-Malcha (2005–2020 in Betrieb) auf der J&J-Linie
  - Jerusalem – Jitzchak Navon (Eröffnung 2018) auf der Schnellstrecke Tel Aviv–Jerusalem
- Beʾer Jaʿaqov auf der Sinai-Bahn
- Rechovot (Eröffnung 1920, Wiederinbetriebnahme 1991, Neubau 2001) auf der Sinai-Bahn/Bahnstrecke Lod–Aschqelon
- Aschdod – ʿAd Halom (Wiederinbetriebnahme 1972/1973, 1992/1993, ab 1995 durchgehend, Neubau 2005) auf der Sinai-Bahn/Bahnstrecke Lod–Aschqelon
- Askalon (Eröffnung 2005) auf den Strecken Sinai-Bahn, Lod–Aschqelon und Aschqelon–Beʾer Scheva
- Qirjat Gat (Eröffnung 1960, Wiederinbetriebnahme 1997) auf der Hauptlinie
- Jad Mordechai (1917–1973) auf der Sinai-Bahn
- Sderot (Eröffnung 24. Dezember 2013) auf der Westlichen Negevbahn
- Netivot (Eröffnung 15. Februar 2015) auf der Westlichen Negevbahn
- Ofaqim (Eröffnung 1. Januar 2016) auf der Westlichen Negevbahn
- Lehavim-Rahat (Eröffnung 2007) auf der Hauptlinie
- Beʾer Scheva-Zafon/Universita (Nord/Universität) (Eröffnung 1956, Wiederinbetriebnahme 1997, Neubau 2005) auf der Hauptlinie
  - Beʾer Scheva-Merkaz (Zentrum; Eröffnung 2000) auf der Hauptlinie
- Dimona (Eröffnung 1967, Wiederinbetriebnahme und Neubau 2005)